# Nagroda Eisnera
Nagroda Eisnera (pełna nazwa: The Will Eisner Comic Industry Award – Nagroda Przemysłu Komiksowego imienia Willa Eisnera) – nagroda nazwana na cześć Willa Eisnera, pioniera komiksu amerykańskiego, scenarzysty i rysownika komiksowego, stałego gościa ceremonii rozdania nagród (aż do śmierci w 2005 roku). Jest wyróżnieniem przyznawanym corocznie w 36 kategoriach przez pięcioosobową komisję profesjonalistów ze świata komiksu. Po raz pierwszy Nagrody Eisnera rozdano w 1988 roku podczas Międzynarodowego Konwentu Komiksowego (Comic-Con  International) w San Diego, w Kalifornii, w Stanach Zjednoczonych. W środowisku komiksowym jest ogólnie uznawana za najważniejszą nagrodę w branży i nazywana Oscarem komiksu. Nagroda Eisnera została utworzona w miejsce Nagród Kirby’ego, przyznawanych w latach 1985–1987.

## Nagroda dla najlepszego numeru/najlepszej historii
- 1988: Gumby w Summer Fun Special #1 Boba Burdena i Arta Adamsa (wydawnictwo Comico)
- 1989: Kings in Disguise #1 Jamesa Vance’a i Dana Burra (Kitchen Sink)
- 1991: Concentrate Celebrates Earth Day Paula Chadwicka, Charlessa Vessa i Moebiusa (Dark Horse Comics)
- 1992: Sandman #22-28 Neila Gaimana i różnych rysowników (DC Comics)
- 1993: Nexus:Origin Mike’a Barona i Steve’a Rude’a (Dark Horse)
- 1994: Batman Adventures: Mad Love Paula Dini i Bruce’a Timma (DC)
- 1995: Batman Adventures Holiday Special Paula Dini, Bruce’a Timma i innych (DC)
- 1996: Kurt Busiek's Astro City(inne języki) #4 Kurta Busieka i Brenta Andersona (Image Comics/Jukebox Productions)
- 1997: Kurt Busiek's Astro City vol.2 #1 Kurta Busieka, Brenta Andersona i Willa Blyberga (Homage Comics/Jukebox Productions)
- 1999: Hitman #34 Gartha Ennisa, Johna McCrea i Garry’ego Leacha (DC)
- 2000: Tom Strong(inne języki) #1 Alana Moore’a, Chrisa Sprouse’a i Ala Gordona (DC/Wildstorm/ABC(inne języki))
- 2001: Promethea #10 Alana Moore’a, J.H. Williamsa III i Micka Graya (DC/Wildstorm/ABC)
- 2002: Eightball(inne języki) #22 Daniela Clowesa (Fanthagraphic)
- 2003: The Stuff of Dreams Kima Deitcha (Fanthagraphic)
- 2004: Podwójna nagroda dla Conan the Legend #0 Kurta Busieka i Cary’ego Norda oraz Zbir #1 Erica Powella (Obydwa z wydawnictwa Dark Horse)
- 2005: Eightball #23 Daniela Clowesa (Fanthagraphic)
- 2006: Solo #5 Darwyna Cooke’a (DC)
- 2007: Batman/the Spirit Jepha Loeba i Darwyna Cooke’a (DC)
- 2008: Justice League of America #11 Brada Meltzera i Gene’a Ha (DC)
- 2009: nagrody nie przyznano[4]
- 2010: Kapitan Ameryka #601 Eda Brubakera i Gene'a Colana (Marvel)
- 2011: Hellboy: Double Feature of Evil Mike'a Mignoli i Richarda Corbena (Dark Horse)
- 2012: Daredevil #7 Marka Waida, Paolo Rivery i Joego Rivery (Marvel)
- 2013: The Mire Becky Cloonan (wydana samodzielnie)
- 2014: Hawkeye #11 Matta Fractiona i Davida Aja (Marvel)
- 2015: Beasts of Burden: Hunters and Gatherers Evana Dorkina i Jill Thompson (Dark Horse)
- 2016: Silver Surfer #11 Dana Scotta i Michaela Allreda (Marvel)
- 2017: Beasts of Burden: What the Cat Dragged In Evana Dorkina, Sary Dyer i Jill Thompsob (Dark Horse)
- 2018: Hellboy: Krampusnacht Mike'a Mignoli i Adama Hughesa (Dark Horse)
- 2019: Peter Parker: The Spectacular Spider-Man #310 Chipa Zdarsky'ego (Marvel)
- 2020: Our Favorite Thing Is My Favorite Thing Is Monsters Emila Ferrisa (Fantagraphics)
- 2021: Sports Is Hell Bena Passmore'a (Koyama Press)
- 2022: Wonder Woman Historia: The Amazons Kelly Sue DeConnick i Phila Jimeneza (DC)
- 2023: Batman: One Bad Day: The Riddler Toma Kinga i Mitcha Geradsa (DC)

## Nagroda dla najlepszego scenarzysty
- 1988: Alan Moore za: Strażnicy
- 1989: Alan Moore za: Batman: Zabójczy żart
- 1991: Neil Gaiman za: Sandman
- 1992: Neil Gaiman za: Sandman, Księgi Magii i Miracleman
- 1993: Neil Gaiman za: Sandman i Miracleman
- 1994: Neil Gaiman za: Sandman
- 1995: Alan Moore za: Prosto z piekła
- 1996: Alan Moore za: Prosto z piekła
- 1997: Alan Moore za: Prosto z piekła i tekst=Supreme
- 1998: Garth Ennis za: Hitman, Kaznodzieja, Unknown Soldier i Blood Mary: Lady Liberty
- 1999: Kurt Busiek za: Kurt Busiek's Astro City i Avengers
- 2000: Alan Moore za: Liga Niezwykłych Dżentelmenów, Tom Strong, Promethea, Tomorrow Stories(inne języki) i Top Ten(inne języki)
- 2001: Alan Moore za: Liga Niezwykłych Dżentelmenów, Tom Strong, Promethea, Tomorrow Stories i Top Ten
- 2002: Brian Michael Bendis za: Alias(inne języki), Daredevil, Ultimate Spider-Man i Powers(inne języki)
- 2003: Brian Michael Bendis: za Alias, Daredevil, Ultimate Spider-Man i Powers
- 2004: Alan Moore za: The League of Extraordinary Gentlemen, Promethea, Tom Strong, Tom Strong's Terrifica Tales, Smax
- 2005: Brian K. Vaughan(inne języki) za: Y: Ostatni z mężczyzn, Ex Machina, Runaways(inne języki) i Ultimate X-Men
- 2006: Alan Moore za: Promethea, Top Ten i The Forty-Niners
- 2007: Ed Brubaker(inne języki) za: Captain America, Daredevil i Criminal
- 2008: Ed Brubaker za: Captain America, Daredevil i The Immortal Iron Fist
- 2009: Bill Willingham za: Fables, House of Mystery
- 2010: Ed Brubaker za: Captain America, Daredevil, Marvels Project, Criminal, Incognito
- 2011: Joe Hill za Locke & Key
- 2012: Mark Waid za: Irredeemable, Incorruptible, Daredevil
- 2013: Brian K. Vaughan za Saga
- 2014: Brian K. Vaughan za Saga
- 2015: Gene Luen Yang za: Avatar: The Last Airbender, The Shadow Hero
- 2016: Jason Aaron za: Southern Bastards, Men of Wrath, Doctor Strange, Star Wars, Thor
- 2017: Brian K. Vaughan za: Paper Girls, Saga
- 2018: 
  - Tom King za: Batman, Batman Annual #2, Batman/Elmer Fudd Special #1, Mister Miracle, oraz
  - Marjorie Liu za Monstress
- 2019: Tom King za: Batman, Mister Miracle, Heroes in Crisis, Swamp Thing Winter Special
- 2020: Mariko Tamaki za: Harley Quinn: Breaking Glass, Laura Dean Keeps Breaking Up with Me, Archie
- 2021: James Tynion IV za: Something is Killing the Children, Wynd, Batman, The Department of Truth, Razorblades
- 2022: James Tynion IV za: House of Slaughter, Something Is Killing the Children, Wynd, The Nice House on the Lake, The Joker, Batman, DC Pride 2021, The Department of Truth, Blue Book i Razorblades
- 2023: James Tynion IV za House of Slaughter, Something Is Killing The Children, Wynd, The Nice House on the Lake, The Sandman Universe: Nightmare Country, The Closet i The Department of Truth

## Nagroda dla najlepszej regularnej serii
- 1989: Concentrate Paula Chadwicka (Dark Horse)
- 1991, 1992 i 1993: Sandman Neila Gaimana i różnych rysowników (DC/Vertigo)
- 1994 i 1995: Gnat Jeffa Smitha (Cartoon Comics)
- 1996: Acme Novelty Liblary Chrisa Ware’a (Fantagraphic)
- 1997–1998: Kurt Busiek's Astro City Kurta Busieka, Brenta Andersona i Willa Blyberga (Jukebox Productions/Homage)
- 1999: Kaznodzieja Gartha Ennisa i Steve’a Dillona (DC/Vertigo)
- 2000: Acme Novelty Liblary Chrisa Ware’a (Fantagraphic)
- 2001: Top 10 Alana Moore’a, Gene’a Ha i Zandera Cannona (ABC)
- 2002: 100 naboi Briana Azzarello i Eduarda Risso (DC/Vertigo)
- 2003: Daredevil Briana Bendisa i Alexa Maleeva (Marvel)
- 2004: 100 naboi Briana Azzarello i Eduarda Risso (DC/Vertigo)
- 2005: Zbir Erica Powella (Dark Horse)
- 2006: Astonishing X-Men Jossa Whedona i Johna Cassadaya (Marvel)
- 2007: All-Star Superman Granta Morissona i Franka Quitely’ego (DC)
- 2008: Y: Ostatni z mężczyzn Briana Vaughana, Pii Guerry i Jose Marzana Jra (DC/Vertigo)
- 2009: All-Star Superman Granta Morissona i Franka Quitely’ego (DC)
- 2010: The Walking Dead Roberta Kirkmana i Charles'a Adlarda (Image)
- 2011: Chew Johna Laymana i Roba Guillory'ego (Image)
- 2012: Daredevil Marka Waida, Marcosa Martina, Paolo Rivery i Joego Rivery (Marvel)
- 2013: Saga Briana K. Vaughana i Fiony Staples (Image)
- 2014: Saga Briana K. Vaughana i Fiony Staples (Image)
- 2015: Saga Briana K. Vaughana i Fiony Staples (Image)
- 2016: Southern Bastards Jasona Aarona i Jasona Latoura (Image)
- 2017: Saga Briana K. Vaughana i Fiony Staples (Image)
- 2018: Monstress Marjorie Liu i Sany Takedy (Image)
- 2019: Giant Days Johna Allisona, Maxa Sarina i Julii Madrigal (BOOM! Box)
- 2020: Bitter Root Davida Walkera, Chucka Browna i Sanforda Greene'a (Image)
- 2021: Usagi Yojimbo Stana Sakai (IDW)
- 2022: 
  - Bitter Root Davida F. Walkera, Chucka Browna i Sanforda Greene'a (Image)
  - Something Is Killing the Children James Tyniona IV i Werthera Dell'Edera (BOOM! Studios)
- 2023: Nightwing Toma Taylora i Bruna Redondo (DC)

## The Will Eisner Award Hall of Fame
- 1987: Carl Barks, Will Eisner, Jack Kirby
- 1988: Milton Caniff
- 1989: Harvey Kurtzman(inne języki)
- 1991: Robert Crumb, Alex Toth(inne języki)
- 1992: Joe Shuster, Jerry Siegel, Wally Wood(inne języki)
- 1993: C. C. Beck(inne języki), William Gaines(inne języki)
- 1994: Steve Ditko, Stan Lee
- 1995: Frank Frazetta, Walt Kelly(inne języki)
- 1996: Hal Foster(inne języki), Bob Kane, Winsor McCay, Alex Raymond(inne języki)
- 1997: Gil Kane(inne języki), Charles Schulz, Julius Schwartz(inne języki), Curt Swan(inne języki)
- 1998: Neal Adams(inne języki), Jean Giraud Moebius, Archie Goodwin(inne języki), Joe Kubert
- 1999: Jack Cole(inne języki), L. B. Cole(inne języki), Bill Finger, Gardner Fox(inne języki), Mac Raboy(inne języki), Alex Schomburg(inne języki), Murphy Anderson(inne języki), Joe Simon(inne języki), Art Spiegelman, Dick Sprang(inne języki)
- 2000: Bill Everett, Sheldon Mayer(inne języki), George Herriman(inne języki), Carmine Infantino(inne języki), Al Williamson(inne języki), Basil Wolverton(inne języki)
- 2001: Dale Messick(inne języki), Roy Crane(inne języki), Chester Gould, Frank King(inne języki), E.C. Segar(inne języki), Marie Severin(inne języki)
- 2002: Charles Biro(inne języki), Osamu Tezuka, Sergio Aragonés(inne języki), John Buscema(inne języki), Dan DeCarlo(inne języki), John Romita(inne języki)
- 2003: Hergé, Bernard Krigstein(inne języki), Jack Davis(inne języki), Will Elder(inne języki), Al Feldstein(inne języki), John Severin(inne języki)
- 2004: Otto Binder(inne języki), John Stanley(inne języki), Kazuo Koike, Goseki Kojima, Al Capp(inne języki), Jules Feiffer(inne języki), Don Martin(inne języki), Jerry Robinson(inne języki)
- 2005: Lou Fine(inne języki), René Goscinny oraz Albert Uderzo, Johnny Craig(inne języki), Hugo Pratt, Nick Cardy(inne języki), Gene Colan(inne języki)
- 2006: Floyd Gottfredson, William Moulton Marston, Vaughn Bodē(inne języki), Ramona Fradon(inne języki), Russ Manning(inne języki), Jim Steranko(inne języki)
- 2007: Robert Kanigher(inne języki), Ogden Whitney(inne języki), Ross Andru(inne języki) oraz Mike Esposito(inne języki), Dick Ayers(inne języki), Wayne Boring(inne języki), Joe Orlando(inne języki)
- 2008: Richard F. Outcault, Malcolm Wheeler-Nicholson(inne języki), John Broome(inne języki), Arnold Drake, Len Wein(inne języki), Barry Windsor-Smith(inne języki)
- 2009: Harold Gray(inne języki), Graham Ingels(inne języki), Matt Baker(inne języki), Reed Crandall(inne języki), Russ Heath(inne języki), Jerry Iger(inne języki)
- 2010: Burne Hogarth(inne języki), Bob Montana(inne języki), Steve Gerber(inne języki), Dick Giordano(inne języki), Michael Kaluta(inne języki), Mort Weisinger(inne języki)
- 2011: Ernie Bushmiller(inne języki), Jack Jackson(inne języki), Martin Nodell, Lynd Ward(inne języki), Mort Drucker(inne języki), Harvey Pekar, Roy Thomas(inne języki), Marv Wolfman(inne języki)
- 2012: Bill Blackbeard(inne języki), Richard Corben, Rudolph Dirks(inne języki), Harry Lucey(inne języki), Katsuhiro Ōtomo, Gilbert Shelton
- 2013[5]: Lee Falk(inne języki), Al Jaffee(inne języki), Mort Meskin(inne języki), Trina Robbins(inne języki), Spain Rodriguez(inne języki), Joe Sinnott(inne języki)
- 2014[5]: Orrin C. Evans(inne języki), Irwin Hasen(inne języki), Hayao Miyazaki, Sheldon Moldoff(inne języki), Alan Moore, Dennis O’Neil, Bernie Wrightson(inne języki)
- 2015[5]:
  - wybór sędziów: Marge (Marjorie Henderson Buell)(inne języki), Bill Woggon(inne języki)
  - wybór głosujących: John Byrne(inne języki), Chris Claremont(inne języki), Denis Kitchen(inne języki), Frank Miller
- 2016[5]:
  - wybór sędziów: Carl Burgos(inne języki), Tove Jansson[6]
  - wybór głosujących: Lynda Barry(inne języki), Rube Goldberg, Matt Groening, Jacques Tardi(inne języki)
- 2017[5]: 
  - wybór sędziów: Milt Gross(inne języki),  H. G. Peter(inne języki), Antonio Prohias, Dori Seda(inne języki)
  - wybór głosujących: Gilbert Hernandez, Jaime Hernandez, George Pérez(inne języki), Walt Simonson, Jim Starlin(inne języki)
- 2018[5]:
  - wybór sędziów: Carol Kalish(inne języki), Jackie Ormes(inne języki)
  - wybór głosujących: Charles Addams, Karen Berger(inne języki), Dave Gibbons, Rumiko Takahashi
- 2019[5]: 
  - wybór sędziów: Jim Aparo, June Tarpé Mills(inne języki), Dave Stevens, Morrie Turner(inne języki)
  - wybór głosujących: Jose Luis Garcia-Lopez(inne języki), Jenette Kahn(inne języki), Paul Levitz(inne języki), Wendy i Richard Pini(inne języki), Bill Sienkiewicz
- 2020[5]: 
  - wybór sędziów: Nell Brinkley(inne języki), E. Simms Campbell(inne języki)
  - wybór głosujących: Alison Bechdel, Howard Cruse, Stan Sakai, Louise Simonson, Don i Maggie Thompson(inne języki), Bill Watterson